# Constel·lació del Dofí
|  | «Delphinus» redirigeix aquí. Si cerqueu el gènere de dofins, vegeu «Delphinus (gènere)». |

El Dofí (Delphinus) és una petita constel·lació boreal molt a prop de l'equador celeste.
És una de les 48 constel·lacions catalogades per Claudi Ptolemeu. El seu nom ve del dofí que va enviar el déu Neptú a buscar Salàcia perquè es casés amb ell. La seva forma recorda la silueta d'aquest animal.

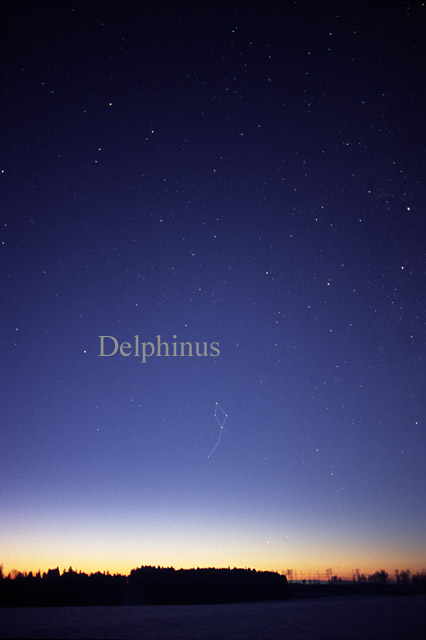
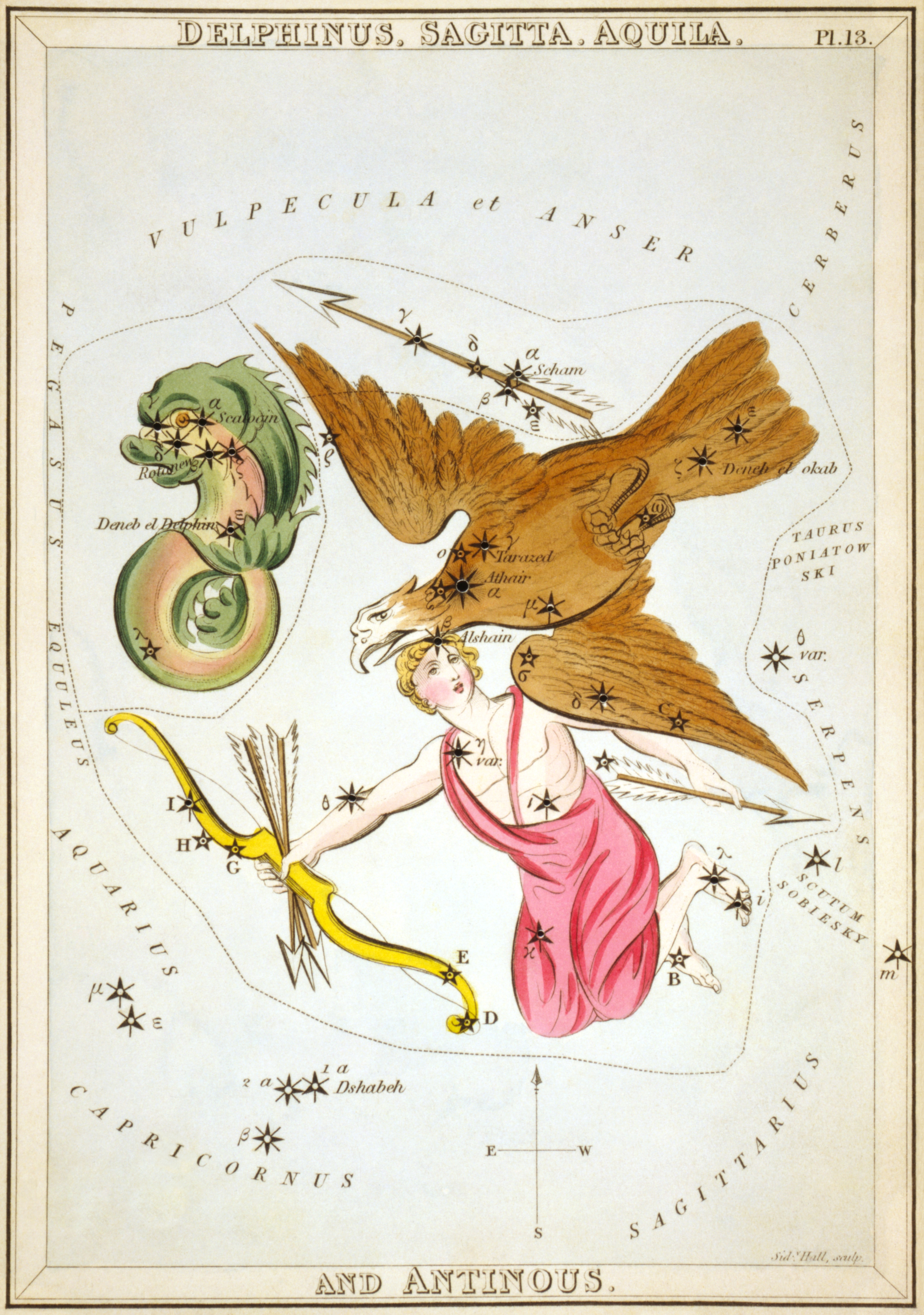

Delphinus està envoltada per la Guineueta, la Sageta, Àguila, Aquari, el Cavallet i finalment el cavall volador: Pegàs.

## Característiques destacables

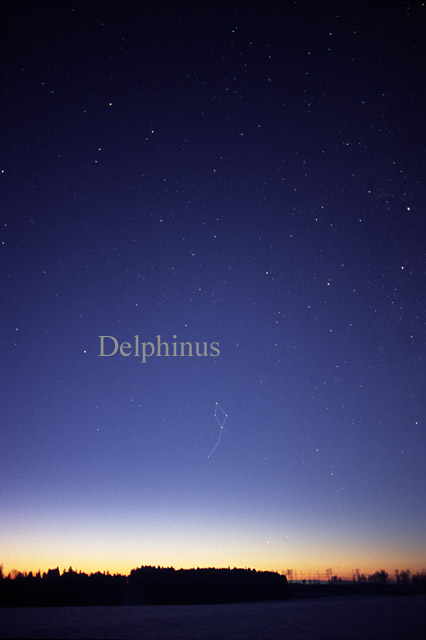
Constel·lació de Delphinus, [http://www.allthesky.com/constellations/visualconstellations.html AlltheSky.com

Encara que les estrelles d'aquesta constel·lació no es compten entre les més brillants del firmament, Delphinus conté diverses estrelles binàries d'interès, entre elles β Delphini (denominada Rotanev) i α Delphini (Sualocin), les dues més brillants de la constel·lació.
Rotanev està composta per una gegant de tipus espectral F5III i una subgegant blanc-groga de tipus F5IV. Completen una òrbita al voltant del centre de masses comú cada 26,66 anys i la distància entre les dues estrelles fluctua entre 8 i 18 ua.
Per la seva banda, la component principal de Sualocin té tipus espectral B9, sent una estrella de la seqüència principal o una subgegant que acaba de començar a evolucionar. Està acompanyada per una estrella blanca de la seqüència principal el període orbital de la qual és de 17,0 anys, la qual és, al seu torn, una binària espectroscòpica amb una òrbita de 30 dies.
ε Delphini —oficialment anomenada Aldulfin— es la tercera estrella més brillant: és una subgegant blanc-blava de tipus espectral B6IV amb una temperatura superficial de 13.700 K i una lluminositat 676 vegades més gran que la del Sol.
γ Delphini és una altra binària composta per una subgegant taronja de tipus K1IV i una nana groga de tipus F7V. Els dos components es mouen en una òrbita marcadament excèntrica (ε = 0,88) amb una separació que varia entre 40 i 600 ua, sent el seu període orbital de 3.249 anys.
δ Delphini també és binària —dues subgegants blanc-grogues idèntiques però una mica més calentes que les del sistema Rotanev— amb un curt període orbital de només 40,58 dies, havent-se detectat la seva duplicitat mitjançant espectroscòpia.
ζ Delphini, ρ Aquilae e ι Delphini són tres estrelles blanques de la seqüència principal de tipus espectral A3Va, A1Va i A2V respectivament. La primera és 62 vegades més lluminosa que el Sol, mentre que les dues darreres són 22 vegades més lluminoses que aquest.
Entre les variables de la constel·lació hi ha R Delphini, variable Mira la brillantor del qual oscil·la entre magnitud aparent +7,6 i +13,8 al llarg de un període de 285,07 dies.
Una altra variable a destacar és U Delphini, una gegant vermella de tipus M4-6II-III amb una lluminositat bolomètrica —en totes les longituds d'ona— 10.000 veces superior a la del Sol; el seu espectre mostra la presència de tecneci, element del procés-s produït per nucleosíntesi estel·lar.
De característiques semblants és EU Delphini, gegant pulsant de tipus M6III la variabilitat del qual va ser detectada per Thomas Espin en 1895.
Per contra, W Delphini és una binària eclipsant composta per una component primària de tipus espectral A0e o B9.5Ve i una component secundària de tipus G5IV; el període orbital és de 4,8061 dies.

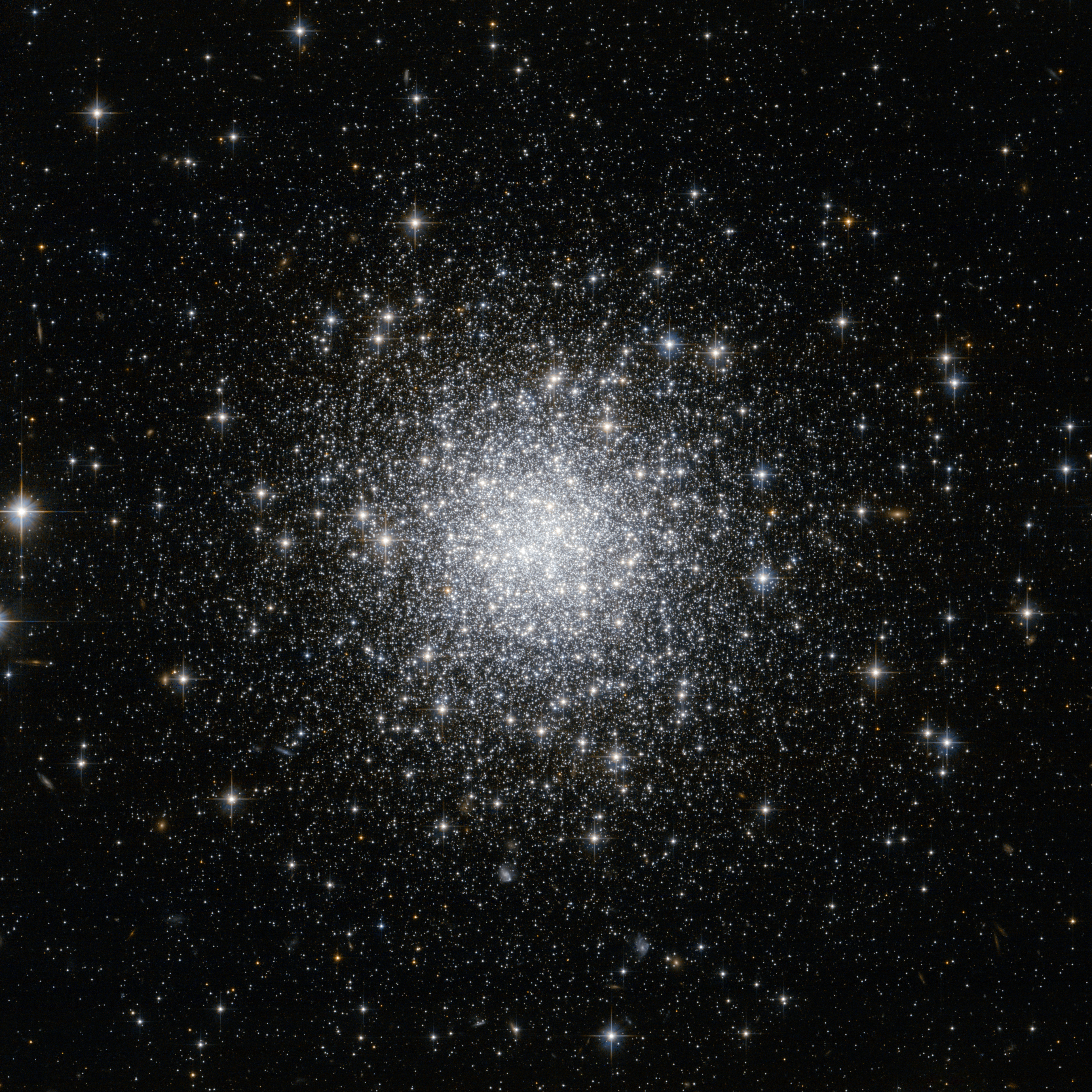
Imatge del cúmul NGC 7006 obtinguda amb el telescopi Hubble

Són diverses les estrelles de la constel·lació que tenen sistemes planetaris. 18 Delphini (Musica) és una geganta groga de tipus G6III el planeta de la qual, denominat Arion per la IAU, té una massa almenys deu vegades més gran que la de Júpiter.
HD 195019, també binària, posseeix un planeta de tipus «júpiter calent» que gira al voltant de la component principal del sistema, una nana o subgegant groga. Una altra estrella amb un planeta és HD 196885; la massa estimada d'aquest últim és tres vegades més gran que la de Júpiter i es mou a 2,6 ua de l'estrella.
Entre els objectes de l'espai profund, Delphinus compta amb dos cúmuls globulars, NGC 6934 i NGC 7006.
El primer es troba a 52.000 anys llum de distància i segueix una òrbita molt excèntrica a través de la Via Làctia al llarg d'un pla orbital inclinat 73° respecte al pla galàctic.
Igualment, NGC 7006, forma part de l'halo galàctic i té una òrbita també molt excèntrica al voltant del centre de la galàxia, la qual cosa suggereix que podia haver-se format en una galàxia petita diferent de la nostra que després va ser capturada per la Via Làctia. Es troba a 135.000 anys llum de la Terra.
La constel·lació compta amb dues nebuloses planetàries, NGC 6891 i NGC 6905. D'acord a les mesures realitzades per la sonda espacial Gaia, es troben a 7.470 i 7.620
anys llum respectivament. L'estrella central de NGC 6891 és de tipus O3Ib(f*) i té una temperatura de 50.000 K. L'estrella central de NGC 6905 és una estrella de Wolf-Rayet de tipus WCE i 141.000 K de temperatura.

## Estels principals

### Sualocin (α Delphini)
Sualocin, l'estel α de la constel·lació del Dofí (que és lleugerament menys brillant que β), no passa de la magnitud aparent 3,77. Es tracta d'un estel blanc que dona voltes molt ràpidament sobre ell mateix (70 vegades més ràpidament que el Sol).
Sualocin és un estel doble: els dos astres que el formen estan a una distància de 12 ua l'un de l'altre, i la seva òrbita dura 17 anys.
Els noms de Sualocin i Rotanev (l'estel β) tenen un origen poc comú: apareixen per primer cop al catàleg d'estels publicat per l'observatori de Palerm el 1814, i provenen de Nicolaus Venator escrit a l'inrevés, el nom llatinitzat de Niccolò Caccicatore (Caccicatore i Venator signifiquen caçador), el director adjunt d'aquell observatori en el moment de la publicació del catàleg.

### Rotanev (β Delphini)
L'estel més brillant de la constel·lació del Dofí és l'estel β, que es coneix amb el nom de Rotanev des de 1814 (vegeu més amunt).
Rotanev és un estel doble, compost per dos subgegants de 4,0 i 4,8 de magnitud, allunyats un de l'altre 13 ua per terme mitjà, i orbitant en 26,7 anys.

### Altres estels
γ Delphini és un estel doble on els components estan separats entre 600 i 40 ua. α, β, γ, i δ Delphini formen l'asterisme anomenat el fèretre de Job.
Deneb Dulfim (ε Delphini), un nom àrab que significa la cua del Dofí, està situada al final de la constel·lació.
R delphini és un estel variable del tipus Mira (constel·lació de la Balena) que passa de la magnitud 7,6 a la 13,8 en 285,5 dies.

### Taula dels estels de Dofí
| Estrella             | Magnitud aparent | Magnitud absoluta | Distància (any llum) | Tipus espectral |
| -------------------- | ---------------- | ----------------- | -------------------- | --------------- |
| Rotanev (β Del)      | 3,64             | 1,26              | 97                   | F5IV            |
| Sualocin (α Del)     | 3,77             | -0,57             | 241                  | B9V             |
| Deneb Dulfim (ε Del) | 4,03             | -1,18             | 359                  | B6III           |
| γ² Del               | 4,27             | 1,81              | 101                  | K1IV            |
| δ Del                | 4,43             | 0,45              | 203                  | A7IIIp d Del    |
| ζ Del                | 4,64             | 0,43              | 227                  | A3V             |

Nota: Els valors numèrics provenen de les dades obtingudes pel Satèl·lit Hipparcos

## Objectes de cel profund notables
- NGC 6891: Nebulosa planetària de la magnitud 10,5.
- NGC 6934: Aquest cúmul globular és de la magnitud 0,75.
- NGC 7006: a una distància d'un 185.000 anys llum aquest cúmul globular és molt remot, i és de la magnitud 11,5.

## Mitologia

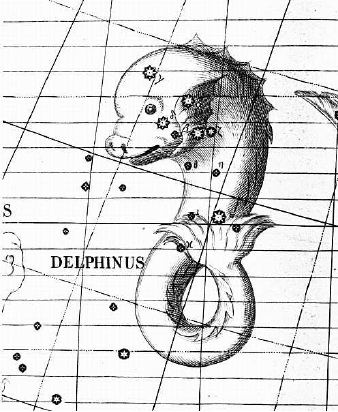
La constel·lació de Delphinus representada a l'Atlas Coelestis de John Flamsteed.

Era conegut com a SHAH (el porc o el porc senglar) en sumeri. Sobre el catasterisme del Dofí, a la mitologia grega, i en paraules d'Eratòstenes, es diu que aquest va ser situat entre els astres pel motiu següent. Com que Posidó volia prendre per dona a Amfitrite, aquesta, que anava previnguda, va fugir al costat d'Atlant en el seu afany per preservar la virginitat. En ocultar-se ella, també s'amagaven la majoria de les Nereides; així que Posidó va enviar a buscar molts rastrejadors i, entre ells, també al dofí. Mentre errava per les illes d'Atlant es va ensopegar amb ella i li va transmetre la notícia i la va conduir davant Posidó; el mateix dofí, sortint a la trobada de la jove, se la va emportar de la costa i se la va lliurar al déu. Després de casar-se amb ella, va disposar immensos honors per al dofí al mar, donant-li el títol de sagrat, i va col·locar entre els astres la seva figura. Quants volen complaure a Posidó mateix el representen sostenint a la mà el dofí, de manera que li confereixen un honor enorme per la seva bona acció. També en parla Artemidor en les elegies que va escriure sobre Eros.
Aglaóstenes, que va escriure la Nàxica, diu que hi havia certs capitans de vaixell tirrens que portaven al pare Líber, quan era nen, a Naxos, amb els seus companys amb intenció d'entregar-li-ho a les nimfes, les seves nodrisses, ja que és fama que havia estat criat per elles. Els companys, temptats per l'avarícia, es disposaven a desviar la nau del rumb. Líber, sospitant del seu pla, va ordenar als seus companys que entonessin una melodia als seus companys: els mariners van quedar tan encantats pels sons que, en estar desacostumats, van ser presos del desig de ballar i es van llançar al mar, convertint-se en el procés en dofins. Com que Líber desitjava recordar la memòria d'aquells homes, en va posar la imatge entre les constel·lacions. El Dofí també pot estar identificat amb Aríon de Lesbos que es va llançar llavors al mar i va arribar miraculosament la costa de Lacònia cavalcant a lloms d'un dofí. Va fer això per escapar d'uns brivalls que van intentar matar-ho a bord d'una nau coríntia per intentar quedar-se amb els seus diners.